# Stanisław Kohmann
Stanisław Wilhelm Kohmann (ur. 29 kwietnia 1900 w Nowym Sączu, zm. 26 stycznia 1983) – profesor doktor habilitowany nauk medycznych, profesor anatomii.

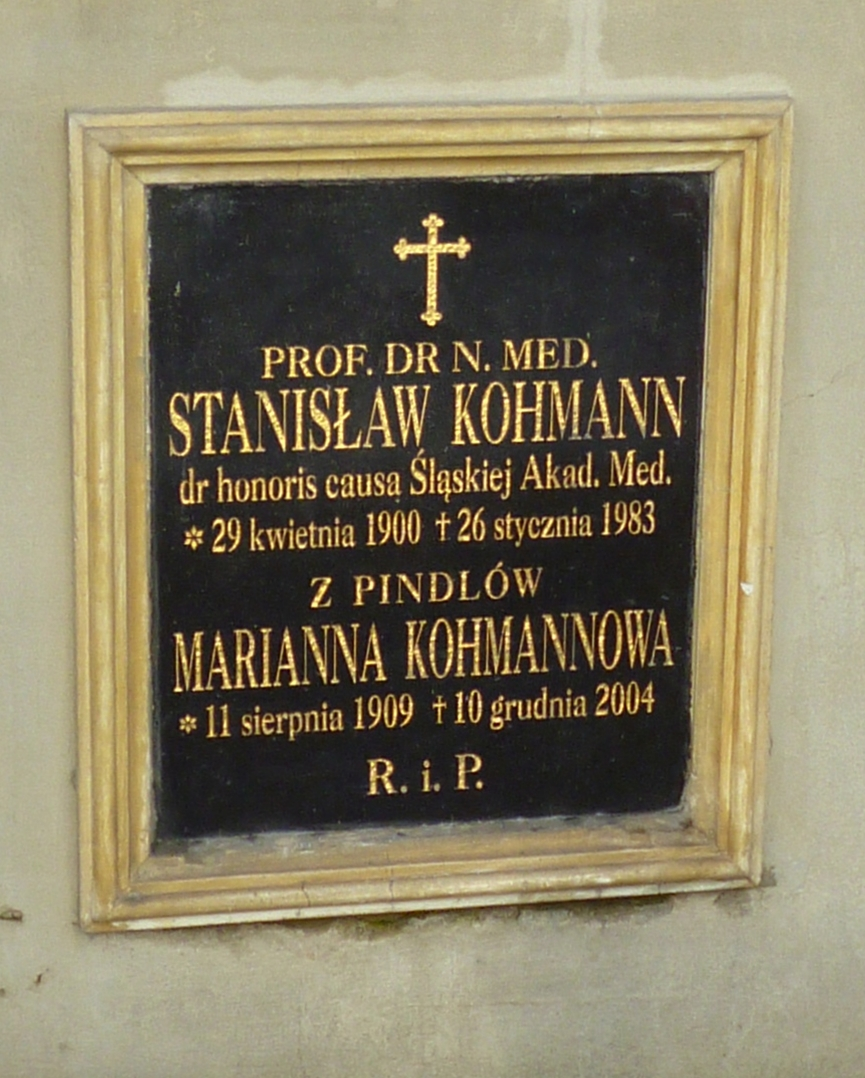
Tablica nagrobna na cmentarzu komunalnym przy ul. Rejtana w Nowym Sączu.

## Życiorys
Urodził się w rodzinie Edmunda (1867–1926) i Kazimiery z Ligaszewskich. Miał siostrę Czesławę (ur. 1903). Ukończył szkołę powszechną, potem ośmioklasowe gimnazjum o profilu klasycznym. Po wybuchu I wojny światowej znalazł się z rodziną w Wiedniu gdzie kontynuował naukę w tamtejszym gimnazjum. Po powrocie do Nowego Sącza, w czerwcu 1918 roku uzyskał świadectwo maturalne. Ochotniczo zaciągnął się do Wojska Polskiego, był w obsadzie pociągu sanitarnego w okolicy Lwowa. Po zakończeniu działań wojennych pełnił służbę w koszarach w Nowym Sączu jako oficer sanitarny, pracował w szpitalach wojskowych w Nowym Sączu i w Tarnopolu. Z czynnej służby został zwolniony w 1923 roku. Od jesieni 1923 roku kontynuował przerwane w 1918 roku studia medyczne na Uniwersytecie Jagiellońskim. Był jednym z uczniów prof. Kazimierza Kostaneckiego, profesora zwyczajnego Katedry Anatomii Opisowej krakowskiej szkoły anatomicznej i anatomii porównawczej. Był stypendystą, wolontariuszem, a potem asystentem w Katedrze Anatomii UJ.
Po wybuchu II wojny światowej zaciągnął się do wojska. Służył w V Batalionie Sanitarnym Armii Kraków. Do Krakowa wrócił 26 września 1939 r. Podjął pracę inkasenta w Elektrowni Miejskiej. Zorganizował Służbę Sanitarną Ochrony Przeciwlotniczej Elektrowni, Gazowni i Wodociągów. Po wkroczeniu wojsk niemieckich do Krakowa przystąpił do ukrycia najcenniejszych zbiorów katedry anatomii. Po aresztowaniach przez Niemców wykładowców uniwersyteckich UJ w ramach akcji Sonderaktion Krakau władze okupacyjne zawiesiły działalność akademicką w Krakowie. 6 listopada 1942 r. w Krakowie bez zezwolenia władz okupacyjnych niemieckich rozpoczęto wykłady na tajnych kompletach Wydziału Lekarskiego UJ. Dr Jan Robel zaangażował Stanisława Kohmanna do prowadzenia wykładów w kompletach dla studentów medycyny, na których prowadził zajęcia i wykłady z anatomii. Od jesieni 1944 r. prowadził wykłady dla studentów z Uniwersytetu Ziem Zachodnich, który po upadku powstania warszawskiego został przeniesiony z Warszawy do Krakowa.
Po zakończeniu wojny otrzymał stanowisko kierownika Katedry Anatomii Opisowej, której rektorem był profesor Jan Glatzel. Wykładał także anatomię w Studium Wychowania Fizycznego, Szkole Pielęgniarek, Szkole Sztuk Plastycznych i Liceum Dentystycznym. W 1946 roku obronił rozprawę doktorską i uzyskał stopień naukowy doktora, a później uzyskał stopień doktora habilitowanego. W roku 1948 został profesorem anatomii w Śląskiej Akademii Medycznej im. Ludwika Waryńskiego, otrzymał stanowisko kierownika Katedry Anatomii Prawidłowej i Topograficznej. W latach 1955–1958 pełnił funkcję dziekana Wydziału Lekarskiego, członka Senatu oraz wielu uczelnianych komisji. Przez wiele lat był opiekunem Studenckiego Koła Naukowego. W 1954 uzyskał habilitację, w 1956 został mianowany profesorem nadzwyczajnym, a w 1965 roku profesorem zwyczajnym. W 1970 roku przeszedł na emeryturę i przez 4 lata wykładał jeszcze historię medycyny.
Pod jego kierunkiem doktoryzował się w roku 1951 Alojzjusz Smolik na podstawie rozprawy „Zawodowe zmiany kształtu kręgosłupa”. W 1967 roku w Zabrzu na XIV zjeździe Polskiego Towarzystwa Anatomicznego został wybrany prezesem, był siódmym prezesem towarzystwa i pełnił tę funkcję przez 4 lata. Był jednym z autorów opracowania 600-lat UJ Medycyna Kraków - Historia Katedr, PWN Kraków 1964, tom II. 
13 stycznia 1955 r. został odznaczony Medalem 10-lecia Polski Ludowej. 10 listopada 1975 r. otrzymał tytuł doktora honoris causa Śląskiego Uniwersytetu Medycznego.
Zmarł w 1983 roku, pochowany na cmentarzu komunalnym w Nowym Sączu.

## Życie prywatne
Dwukrotnie żonaty. Po raz pierwszy ożenił się z Barbarą z Łowińskich, córką Karola Jana, profesora Akademii Górniczo-Hutniczej. Mieli córkę Krystynę po mężu Zabieglińską (ur. 1929). Żona Barbara będąca w kobiecej służbie sanitarnej, zaginęła podczas kampanii wrześniowej. Drugą żoną (od 1948) była Marianna z Pindlów (1909–2004). Z tego związku urodził się syn Andrzej (1948–2019), chirurg.

## Publikacje
Autor podręczników dla studentów:
- Elementy anatomii człowieka, cz. 1, Anatomia ogólna, kończyna górna, Kończyna dolna, tułów, narządy klatki piersiowe,
- Elementy anatomii człowieka, cz. 2, Narząd trawienny, narząd moczowo-płciowy, rozwój narządu krążenia, rozwój narządu oddechowego, gruczoły dokrewne,
- Elementy anatomii człowieka, cz.3, Układ naczyniowy, układ nerwowy, Państwowy Zakład Wydawnictw Lekarskich,
- Zarys anatomii człowieka: (podręcznik do ćwiczeń).

## Upamiętnienie
Z okazji 100 rocznicy urodzin prof. Stanisława Kohmanna w Śląskiej Akademii Medycznej odsłonięto pamiątkową tablicę oraz nadano jednej z sal wykładowych Jego imię.